# Camille Silvy

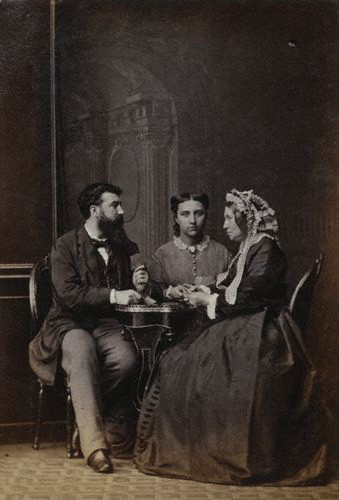
Camille Silvy: Camille Silvy se svou ženou a matkou, Londýn, 1865

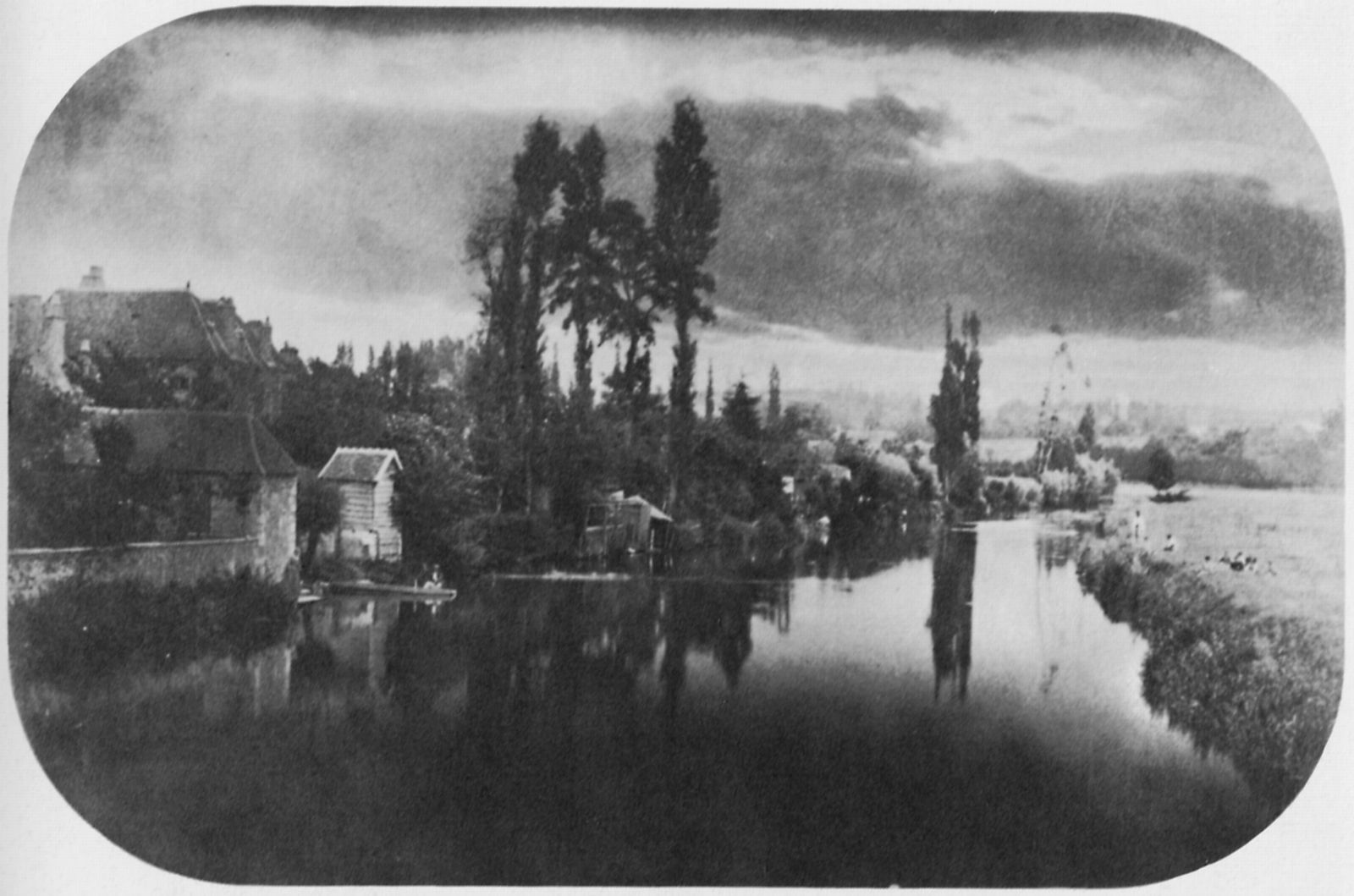
Camille Silvy: Scéna s řekou, Francie, cca 1860

Camille Silvy (8. května 1834, Nogent-le-Rotrou, Francie – 2. února 1910 Saint-Maurice, Francie) byl francouzský fotograf, působící převážně v Londýně. Patřil vedle Antoine Claudeta, Oscara Gustava Rejlandera, Walstona Caseltona k nejschopnějším krajinářským a portrétním fotografům v období 19. a počátku 20. století. Jeden z jeho nejslavnějších obrazů Scéna s řekou vznikl kolem roku 1860.

## Život a dílo
Camille Silvy pocházel z aristokratické rodiny. Téměř deset let strávil v Anglii v době rozkvětu „carte de visite“ v průběhu 60. let 19. století a rychle se etabloval na jednoho z předních krajinářských a portrétních fotografů v Londýně. S výjimkou královny Viktorie, fotografoval Silvy všechny členy královské rodiny a většinu britské šlechty. Kvůli zdravotním problémům odešel Silvy v roce 1868 do Francie, kde zemřel v roce 1910.
V roce 1858 se stal se členem Société française de photographie, poté se přestěhoval do Londýna a otevřel portrétní ateliér na Porchester Terrace č. p. 38, Bayswater a v roce 1859 se stal členem Královské fotografické společnosti.
Do jeho ateliéru přišli pro portrét například kněžna Marie Adelaida z Cambridge, Harriet Martineauová, Adelina Pattiová nebo Frederick Robson. Národní portrétní galerie v Londýně vlastní asi 17 000 jeho fotografií.
Fotografoval silně romantické krajiny s osobitým rázem a atmosférou, informace o typických znacích místa zůstala nepodstatná.
Svůj ateliér později prodal a vrátil se do Francie v roce 1868, jeho duševní zdraví bylo poškozené vyvoláváním fotografických chemikálií. Posledních třicet let svého života strávil v ústavu pro choromyslné.

## Fotografie

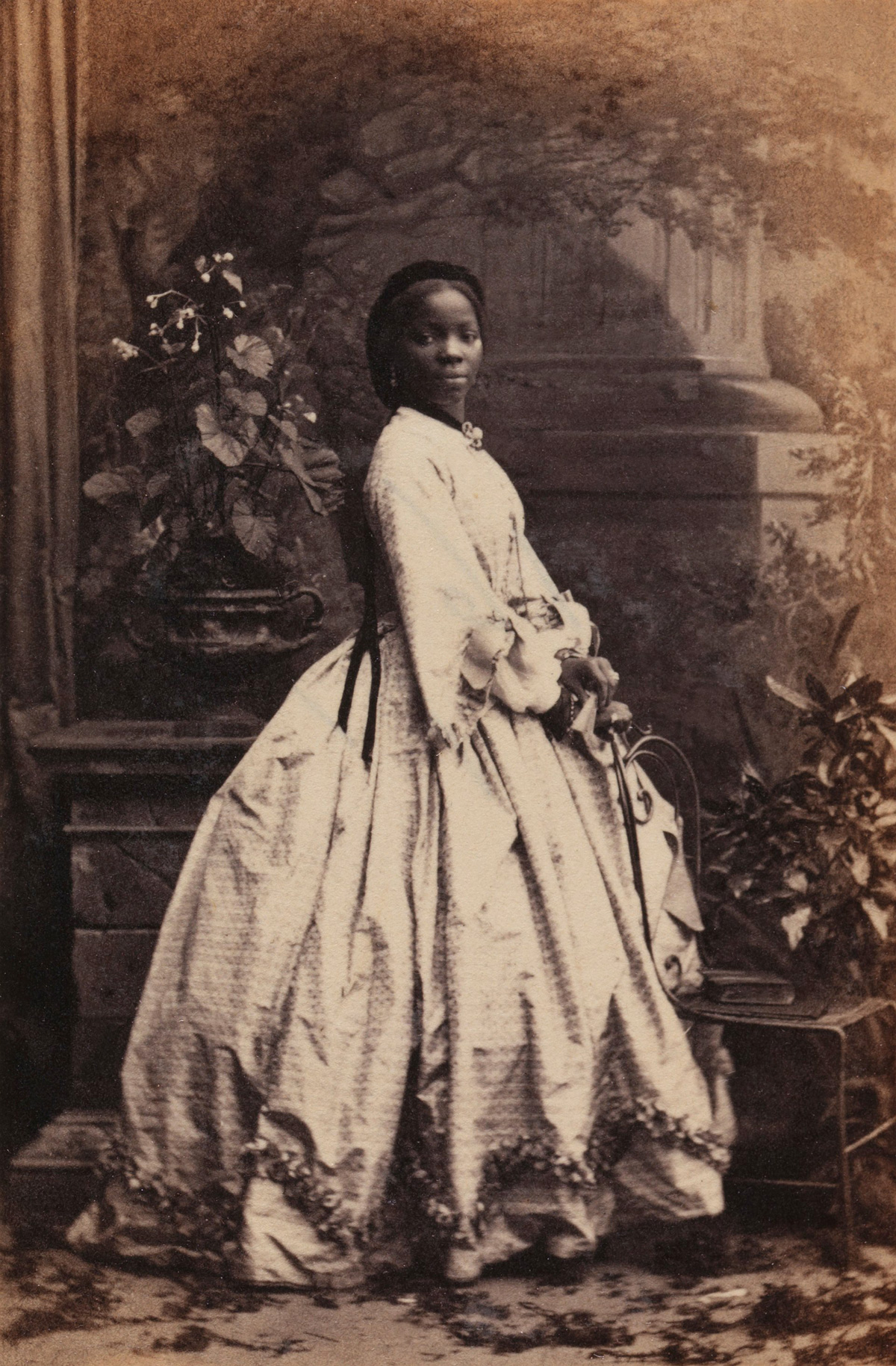
Sarah Davies, 1862
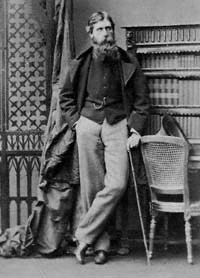
Henry Brougham Loch, okolo 1861
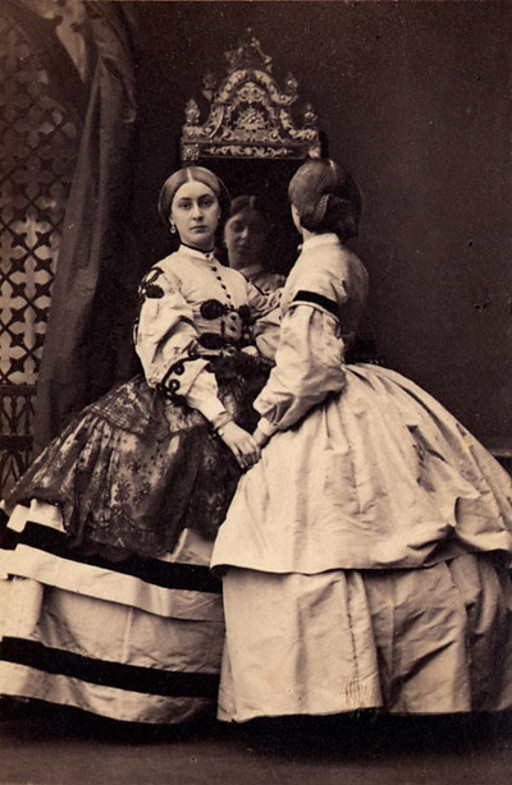
De dames Booth, 1861
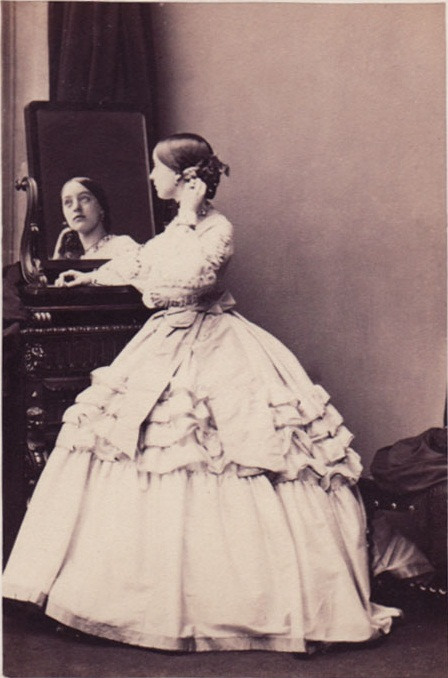
Lady Florence Paget, 1861
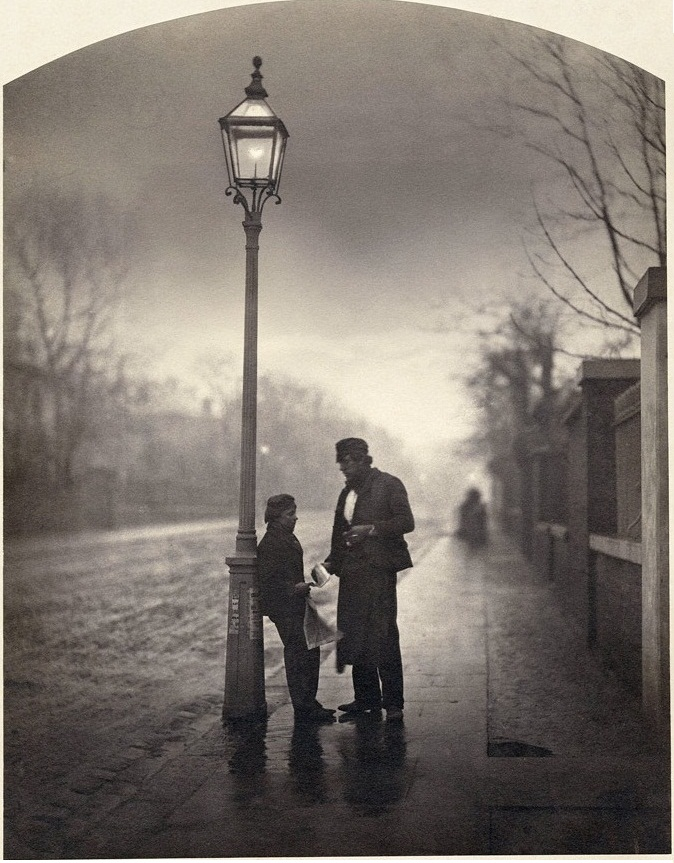
Schemering, 1859
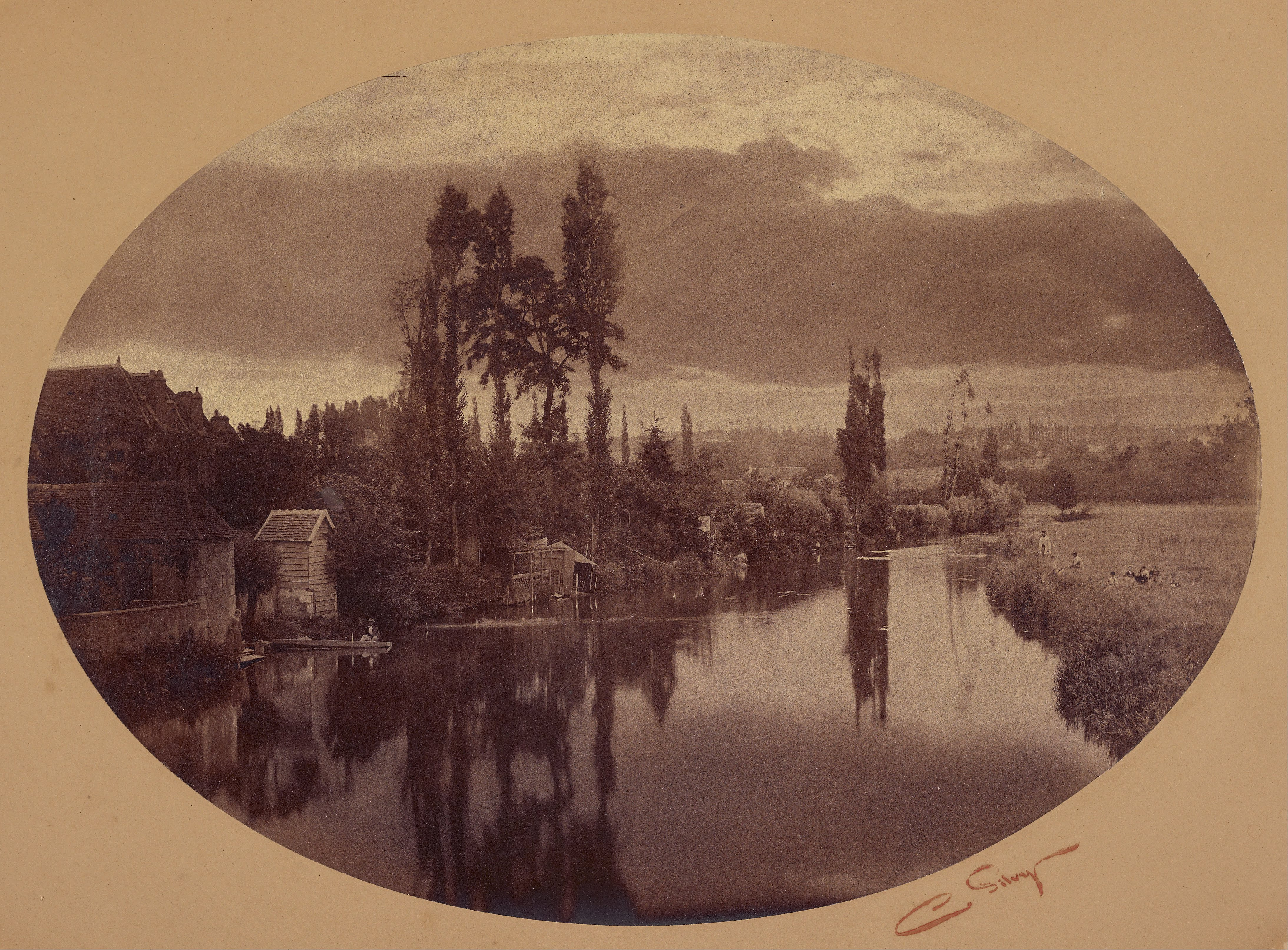
Scéna s řekou, Francie, 1858, Google Art Project

## Fotografie a malířství v 19. století
Srovnání obrazové kompozice zátiší fotografie Camille Silvy a obrazu německého malíře Wilhelma Busche (1832–1908).

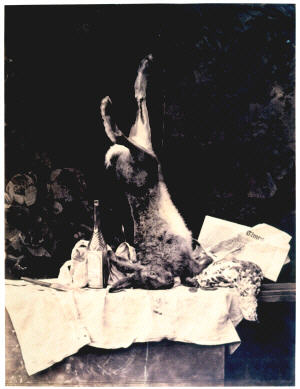
Camille Silvy: Lovecké zátiší s novinami Times, okolo 1858
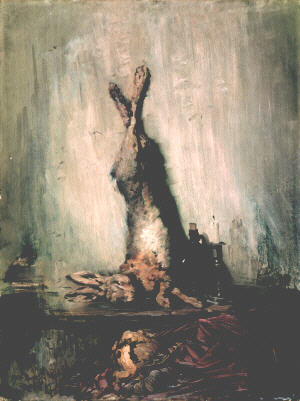
Wilhelm Busch: Velké zátiší s mrtvým zajícem, 1870